# Steve Baron
Ne pas confondre avec Steve Barron.
Steve Phillip Baron (né le 7 décembre 1990 à Miami, Floride, États-Unis) est un receveur des Mariners de Seattle de la Ligue majeure de baseball.

## Carrière
Steve Baron est un choix de premier tour des Mariners de Seattle et le 33e joueur sélectionné au total par un club du baseball majeur lors du repêchage amateur de juin 2009.
Dans les ligues mineures, Baron est surtout reconnu pour ses aptitudes en défensive, et non à l'attaque : après 7 saisons, sa moyenne au bâton ne se chiffre qu'à ,228. Cependant, sa première promotion au niveau Triple-A, durant la saison 2015, semble lui donner un élan, puisqu'il frappe pour ,277 en 53 matchs des Rainiers de Tacoma.
Il fait ses débuts dans les majeures pour Seattle le 9 septembre 2015 contre les Rangers du Texas.